# The Album (Blackpink)
The Album è il primo album in studio del girl group sudcoreano Blackpink, pubblicato il 2 ottobre 2020 dalla YG e Interscope.

## Antefatti e produzione
Dopo l'uscita del loro precedente EP Kill This Love, le Blackpink hanno iniziato a lavorare ad un nuovo disco ad aprile 2020 con scrittori e produttori tra cui Teddy, R. Tee, Tommy Brown, 24, Future Bounce e Bekuh Boom. Il 18 maggio successivo, l'etichetta del gruppo, YG Entertainment, ha condiviso un aggiornamento sul progetto, originariamente anticipato per settembre, rivelando che più di dieci canzoni sarebbero state incluse nell'album. L'album è stato principalmente registrato presso la The Black Label Studio a Seul. Il 13 giugno, la YG Entertainment ha pubblicato un prologo su YouTube del primo reality delle Blackpink, 24/365 with Blackpink, un reality che documenta il loro ritorno sulle scene musicali insieme alla condivisione delle loro vite attraverso dei vlog.

## Scrittura e registrazione
Per l'album, le Blackpink hanno registrato otto nuove canzoni e hanno lavorato con una varietà di produttori, tra cui Teddy, Tommy Brown, R. Tee, Mr. Franks e 24. I membri del gruppo, Jisoo e Jennie hanno anche preso parte alla scrittura del testo di Lovesick Girls. Il gruppo ha affermato che «l'album mostra una parte più matura di noi attraverso il canto non solo dell'amore ma delle diverse emozioni vissute dalle ragazze che crescono». The Album è stato interamente scritto e registrato nel periodo di isolamento dovuto alla pandemia di COVID-19. Il 4 maggio 2020, è stato riferito che il gruppo aveva finito di registrare le canzoni per il loro nuovo album.
In un'intervista del settembre 2020 con Zach Sang, le Blackpink hanno rivelato che l'album è «pieno zeppo di diverse sorprese, tanto quanto Ice Cream è stata una grande sorpresa». Hanno aggiunto che il produttore discografico Tommy Brown ha collaborato a due canzoni dell'album, tra cui Ice Cream. Il 29 settembre il gruppo ha rivelato l'elenco delle tracce dell'album, che ha confermato i contributi per la prima volta alla scrittura delle canzoni dei membri Jisoo e Jennie e ulteriori collaborazioni con la rapper statunitense Cardi B e i produttori discografici David Guetta e Ryan Tedder.

## Composizione

### Musica e testi
The Album è un album di musica EDM e pop con influenze dell'hip hop e rock.

### Canzoni e contenuti dei testi

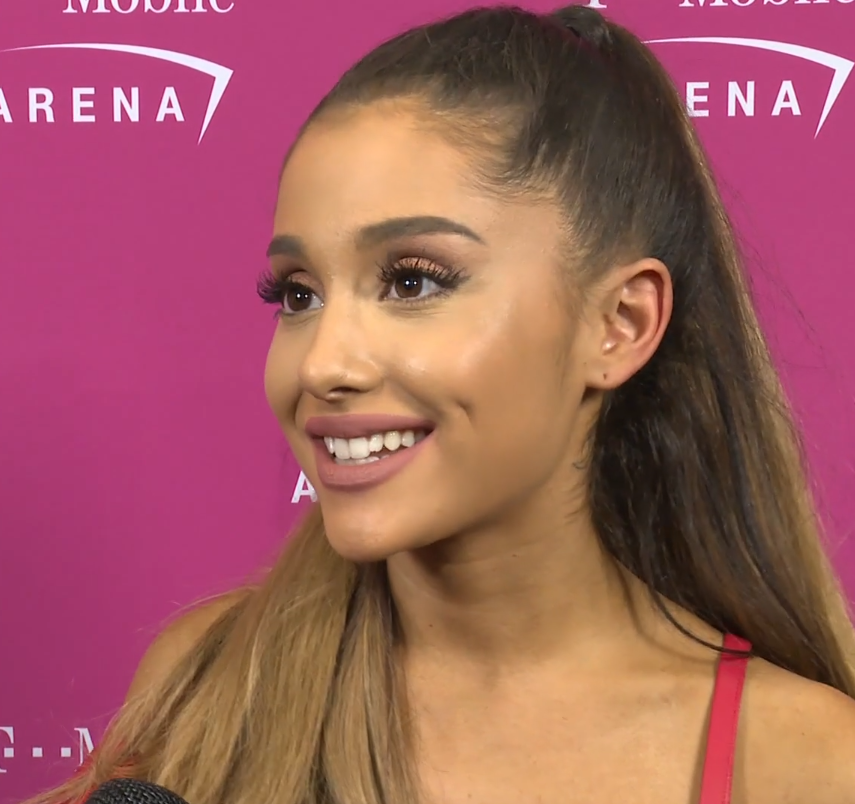
La cantante statunitense Ariana Grande ha scritto il singolo Ice Cream

La traccia di apertura, How You Like That, è una traccia intrisa di trap e hip hop sul «non lasciarsi intimorire da situazioni oscure e non perdere la fiducia e la forza per rialzarsi». La seconda canzone, Ice Cream, appartiene al dance pop e al bubblegum pop con elementi trap pop. I testi della canzone sono cantati principalmente in inglese, con l'eccezione di un piccolo verso in coreano. Dal punto di vista dei testi, la canzone consiste principalmente di doppi sensi legati al gelato. Pretty Savage, la terza traccia, è una canzone con un ritmo vivace, con un pianoforte in sottofondo. La quarta traccia, Bet You Wanna con la partecipazione di Cardi B, ha un ritmo semplice esaltato dal flow di quest'ultima e dalle voci del gruppo.
La quinta traccia, Lovesick Girls è un singolo dance pop e elettropop con influenze degli anni zero. Dal punto di vista dei testi, la canzone parla del dolore dopo un crepacuore. Crazy Over You, la sesta canzone, è un arrangiamento di una canzone hip hop retrò in un ritmo trap minimalista e fischio balcanico accoppiato con suoni di chitarra surf rock. La settima canzone, Love to Hate Me, è una traccia dance pop. La traccia di chiusura, You Never Know, è una ballata con «voci maestose e un senso di trionfo». Tematicamente, la traccia parla di pazienza ed empatia.

## Titolo e copertina
Durante la promozione dell'album da Jimmy Kimmel Live!, Rosé ha rivelato che aveva molte idee su come dare un nome all'album. Inoltre ha dichiarato:
Il design dell'album è stato ideato dallo studio di grafica VBstudio. La copertina raffigura una corona rosa splendente su uno sfondo nero, che è stata svelata per la prima volta in un poster promozionale nel luglio 2020, insieme alla data di uscita ufficiale dell'album. Ad agosto 2020, il gruppo ha svelato attraverso Twitter che le edizioni fisiche sarebbero state disponibili in quattro versioni insieme a un LP in edizione limitata.

## Promozione

### Singoli
Il singolo apripista del disco è stato How You Like That, pubblicato il 26 giugno 2020. Il brano è stato accompagnato da un video musicale, diretto dal regista Seo Hyun-seung, che è stato reso disponibile lo stesso giorno attraverso il canale YouTube del gruppo. La clip ha accumulato 86,3 milioni di visualizzazioni nel suo primo giorno di pubblicazione, battendo il record per il video più visto nelle sue prime 24 ore precedentemente detenuto da Boy with Luv dei BTS e il più veloce a raggiungere 100 milioni di visualizzazioni, eseguendo ciò 32 ore dopo la pubblicazione. Il 16 luglio successivo, è stata pubblicata la versione fisica del singolo. La canzone ha debuttato alla 33ª posizione della Billboard Hot 100, diventando il secondo debutto nella top forty delle Blackpink. In Corea del Sud, la canzone ha debuttato alla 12ª posizione della Circle Chart, per poi raggiungere la vetta la settimana successiva.
Ice Cream, realizzato con la cantante statunitense Selena Gomez, è stato messo in commercio il 28 agosto 2020 come secondo singolo estratto.
Il 2 ottobre 2020, in concomitanza con l'uscita del disco, è stato presentato il video musicale della quinta traccia Lovesick Girls.

### Esibizioni dal vivo
Il 27 giugno 2020 le Blackpink hanno eseguito How You Like That per la prima volta al Tonight Show condotto da Jimmy Fallon. Successivamente è stata eseguita a giugno e luglio in diversi programmi musicali in Corea del Sud, tra cui Show! Eum-ak jungsim e Inkigayo. Nell'ambito della promozione del nuovo album, il 21 ottobre 2020, hanno eseguito Lovesick Girls sia al Good Morning America che al Jimmy Kimmel Live!. Il 25 novembre successivo il gruppo ha eseguito la canzone al Waktu Indonesia Belanja, un evento organizzato dalla piattaforma di e-commerce Tokopedia.

### The Show
Al fine di promuovere l'album, il 31 gennaio 2021 si è tenuto il primo concerto virtuale delle Blackpink, The Show. Lo show, disponibile esclusivamente sul canale YouTube del gruppo, include le esibizioni delle loro canzoni e anche l'esibizione del brano da solista di Rosé, Gone.

## Accoglienza
| Recensione          | Giudizio |
| ------------------- | -------- |
| AllMusic            |          |
| Consequence         | B–       |
| IZM                 |          |
| Ondarock            | 4,5/10   |
| Rolling Stone       |          |
| Slant Magazine      |          |
| Sputnikmusic        |          |
| The Daily Telegraph |          |
| The Guardian        |          |
| The Independent     |          |
| The Times           |          |

The Album ha ottenuto recensioni perlopiù positive da parte dei critici musicali. Su Metacritic, sito che assegna un punteggio normalizzato su 100 in base a critiche selezionate, l'album ha ottenuto un punteggio medio di 71 basato su otto critiche.
Alexis Petridis del Guardian ha elogiato la produzione dell'album definendolo un «pop influenzato dall'hip hop con strumenti di precisione che fa sembrare deboli gli sforzi della maggior parte degli artisti occidentali», ma ha criticato la mancanza di un «concetto generale». Neil McCormick del Daily Telegraph, ha scritto che le tracce «suonano come cinque canzoni diverse strettamente racchiuse in una» e che l'album «è Britney Spearmint Bubblegum con steroidi». Tina Chan di Rolling Stone, ha scritto che «il set di otto canzoni è un'uscita brillante, sicura e incredibilmente divertente dal più grande gruppo femminile del mondo». Callie Ahlgrim per Insider Inc. ha detto che l'album «sembra più una playlist» le cui canzoni non formano un gruppo. Con una nota positiva si è riferita alle canzoni come «otto colpi dritti di liquori multicolori e zuccherini». Palmer Haasch ha detto che l'album «riesce a comprendere la loro identità musicale» e che «ti tiene sempre all'erta».
Mikael Wood del Los Angeles Times ha dato una recensione mista, definendo l'album «opprimente» e «quasi completamente fuori allineamento con le tendenze prevalenti della musica pop».

## Riconoscimenti
The Album ha fruttato alle Blackpink una candidatura ai Circle Chart Music Award come Album dell'anno (quarto trimestre). Ai Golden Disc Award ha trionfato nella categoria Bonsang – sezione album e ha ricevuto una candidatura nella categoria Daesang – sezione album. Ai Melon Music Award e ai Mnet Asian Music Award del 2020, il disco è stato candidato nella categoria Album dell'anno.

### Riconoscimenti di fine anno
- 6º — Yahoo! (Joel Huerto)[66]
- 11º — Billboard[67]
- 14º — Genius[68]
- 15º — Dazed[69]
- 17º — Vogue India[70]
- 23º — Idolator[71]
- 23º — PopSugar[72]
- Top 25 — PopCrush[73]
- Top 30 — Glamour[74]
- 41º — Uproxx[75]

## Tracce
1. How You Like That – 3:01 (Danny Chung, 24, R. Tee, Teddy)
2. Ice Cream (con Selena Gomez) – 2:57 (Selena Gomez, Teddy, Tommy Brown, Ariana Grande, Victoria Monét, Bekuh Boom, 24, Mr. Franks)
3. Pretty Savage – 3:19 (Teddy, Løren, Vince, Danny Chung, 24, R. Tee, Bekuh Boom)
4. Bet You Wanna (feat. Cardi B) – 2:40 (Tommy Brown, Steven Franks, Ryan Tedder, Melanie Joy Fontana, Belcalis Almanzar, Torae Carr, Jonathan Descartes)
5. Lovesick Girls – 3:12 (Teddy, Løren, Jisoo, Jennie, Danny Chung, 24, Brian Lee, Leah Haywood, R. Tee, David Guetta)
6. Crazy Over You – 2:41 (Teddy, Bekuh Boom, Danny Chung, 24, R. Tee, Future Bounce)
7. Love to Hate Me – 2:49 (Tushar Apte, Rob Grimaldi, Chloe George, Steph Jones, Danny Chung, 24)
8. You Never Know – 3:49 (Løren, Bekuh Boom, 24)

Note
- How You Like That contiene un'interpolazione tratta dalla sigla della serie televisiva Adventures of Superman, scritta da Leon Klatzkin.

## Formazione
Musicisti
- Blackpink – voci
- 24 – arrangiamento (tracce 1, 3, 5-8)
- R. Tee – arrangiamento (tracce 1, 3, 5 e 6)
- Selena Gomez – voce (traccia 2)
- Teddy – arrangiamento (tracce 2-4 e 7)
- Cardi B – voce aggiuntiva (traccia 4)
- Future Bounce – arrangiamento (traccia 6)
- Rob Grimaldi – arrangiamento (traccia 7)
- Tushar Apte – arrangiamento (traccia 7)
- Vince – arrangiamento (traccia 7)

Produzione
- 24 – produzione (tracce 1-3, 5-8)
- R. Tee – produzione (tracce 1-3, 5 e 6)
- Teddy – produzione
- Mr. Franks – produzione (traccia 2)
- Tommy Brown – produzione (tracce 2 e 4)
- John Hanes – ingegneria del suono (traccia 2)
- Youngju Bang – registrazione
- Yong In Choi – registrazione
- Chris Gehringer – mastering
- Șerban Ghenea – missaggio (tracce 1, 2 e 4)
- Jason Robert – missaggio (tracce 3, 5-8)

## Successo commerciale
Secondo l'International Federation of the Phonographic Industry The Album è risultato il 5º album più venduto a livello globale nel corso del 2020 in termini di vendite digitali e fisiche con 1,5 milioni di copie.
I pre-ordini dell'album sono stati avviati il 28 agosto 2020. Il 4 settembre 2020, il disco aveva superato gli 800 000 preordini in soli 6 giorni dall'inizio del periodo di preordine. Il numero di preordini ha raggiunto oltre 530 000 copie in Corea del Sud, e i preordini combinati dagli Stati Uniti e dall'Europa ammontano a circa 270 000 unità. Entro il 2 ottobre, The Album aveva superato il milione di preordini, rendendolo il primo album di un gruppo femminile coreano ad ottenere ciò. Su un milione, 670 000 preordini provenivano dalla Corea, con 340 000 provenienti dagli Stati Uniti ed Europa. Inoltre, un LP limitato a 18 888 copie è andato esaurito in pochi giorni.

### Nord America
Negli Stati Uniti d'America The Album ha debuttato alla 2ª posizione della Billboard 200 statunitense, con 110 000 unità equivalenti, di cui 81 000 sono vendite pure, 26 000 sono stream-equivalent units risultanti da 40,3 milioni di riproduzioni in streaming mentre le restanti 2 000 sono track-equivalent units. L'album è diventato anche l'album femminile coreano con le classifiche più alte e l'album con le classifiche più alte di un gruppo tutto al femminile dai tempi di Welcome to the Dollhouse delle Danity Kane nel 2008. Nella stessa settimana, hanno anche raggiunto la vetta della classifica Billboard Artist 100, diventando il primo gruppo femminile a farlo. Nella sua seconda settimana l'album è sceso alla 6ª posizione, con 35 000 unità equivalenti, diventando il secondo gruppo coreano a trascorrere più settimane nella top ten della Billboard 200. Nella sua terza settimana nella top ten l'album ha venduto 29 000 unità. Ha esordito alla 5ª posizione della classifica canadese mentre cinque tracce dell'album hanno debuttato nella classifica Billboard Canadian Hot 100, con How You Like That, Ice Cream e Lovesick Girls che sono arrivate nella top forty.

### Europa
Nella Official Albums Chart britannica The Album ha debuttato alla 2ª posizione con 19 310 unità di vendita totalizzate nella sua prima settimana di disponibilità. Di queste, circa 5 700 sono musicassette, rendendolo l'album più popolare della settimana in questo formato.
Nella Irish Albums Chart il disco ha esordito alla 6ª posizione. Nella classifica italiana degli album stilata dalla FIMI l'album ha debuttato alla 17ª posizione, diventando il primo album di un gruppo coreano femminile a posizionarsi in tale classifica.

### Oceania
The Album ha debuttato alla 2ª posizione della ARIA Albums Chart nella settimana del 12 ottobre 2020. In Nuova Zelanda l'album è diventato il primo delle Blackpink a fare il suo ingresso al numero uno della classifica nazionale nella pubblicazione del 12 ottobre 2020.

## Classifiche

### Classifiche settimanali
| Classifica (2020-22) | Posizione massima |
| -------------------- | ----------------- |
| Argentina            | 8                 |
| Australia            | 2                 |
| Austria              | 9                 |
| Belgio (Fiandre)     | 4                 |
| Belgio (Vallonia)    | 16                |
| Canada               | 5                 |
| Corea del Sud        | 1                 |
| Croazia              | 16                |
| Danimarca            | 19                |
| Finlandia            | 9                 |
| Francia              | 11                |
| Germania             | 7                 |
| Giappone             | 4                 |
| Irlanda              | 6                 |
| Islanda              | 13                |
| Italia               | 17                |
| Lituania             | 3                 |
| Norvegia             | 10                |
| Nuova Zelanda        | 1                 |
| Paesi Bassi          | 14                |
| Polonia              | 4                 |
| Portogallo           | 19                |
| Regno Unito          | 2                 |
| Repubblica Ceca      | 11                |
| Slovacchia           | 10                |
| Spagna               | 4                 |
| Stati Uniti          | 2                 |
| Svezia               | 8                 |
| Svizzera             | 11                |
| Ungheria             | 7                 |

### Classifiche di fine anno
| Classifica (2020) | Posizione |
| ----------------- | --------- |
| Corea del Sud     | 5         |
| Stati Uniti       | 189       |
| Ungheria          | 69        |
| Classifica (2021) | Posizione |
| Corea del Sud     | 56        |
| Stati Uniti       | 200       |
| Classifica (2022) | Posizione |
| Polonia           | 53        |

## Date di pubblicazione
| Paese                 | Data di pubblicazione | Formato                      | Versione   | Etichetta       | Nota            |
| --------------------- | --------------------- | ---------------------------- | ---------- | --------------- | --------------- |
| Mondo                 | 2 ottobre 2020        | Download digitale, streaming | Coreana    | YG, Interscope  | [ 108 ]         |
| Stati Uniti d'America | 2 ottobre 2020        | CD                           | Coreana    | YG, Interscope  | [ 109 ] [ 110 ] |
| Brasile               | 2 ottobre 2020        | CD                           | Coreana    | YG, Interscope  | [ 111 ] [ 112 ] |
| Australia             | 2 ottobre 2020        | CD                           | Coreana    | YG, Interscope  | [ 113 ] [ 114 ] |
| Germania              | 2 ottobre 2020        | CD                           | Coreana    | YG, Interscope  | [ 115 ] [ 116 ] |
| Francia               | 2 ottobre 2020        | CD                           | Coreana    | YG, Interscope  | [ 117 ] [ 118 ] |
| Regno Unito           | 2 ottobre 2020        | CD, MC                       | Coreana    | YG, Interscope  | [ 119 ]         |
| Corea del Sud         | 6 ottobre 2020        | CD, LP (Black Edition)       | Coreana    | YG, Interscope  | [ 120 ]         |
| Giappone              | 6 ottobre 2020        | CD                           | Coreana    | YG, Interscope  | [ 121 ]         |
| Stati Uniti d'America | 14 ottobre 2020       | MC                           | Coreana    | YG, Interscope  | [ 122 ]         |
| Stati Uniti d'America | 31 dicembre 2020      | LP (Pink Edition)            | Coreana    | YG, Interscope  | [ 123 ]         |
| Giappone              | 3 agosto 2021         | Download digitale, streaming | Giapponese | Universal Japan | [ 124 ]         |
| Giappone              | 3 agosto 2021         | CD                           | Giapponese | Universal Japan | [ 125 ]         |
| Giappone              | 3 agosto 2021         | CD+Blu-ray, CD+DVD           | Giapponese | Universal Japan | [ 125 ]         |
| Giappone              | 3 agosto 2021         | CD+DVD, CD+Photobook         | Giapponese | Universal Japan | [ 125 ]         |
| Giappone              | 3 agosto 2021         | CD+2Blu-ray, CD+2DVD         | Giapponese | Universal Japan | [ 125 ]         |